# Adilly
Adilly – miejscowość i gmina we Francji, w regionie Nowa Akwitania, w departamencie Deux-Sèvres.
Według danych na rok 1990 gminę zamieszkiwało 296 osób, a gęstość zaludnienia wynosiła 23 osób/km² (wśród 1467 gmin regionu Poitou-Charentes Adilly plasuje się na 718. miejscu pod względem liczby ludności, natomiast pod względem powierzchni na miejscu 687.).